# 清水駅 (静岡県)

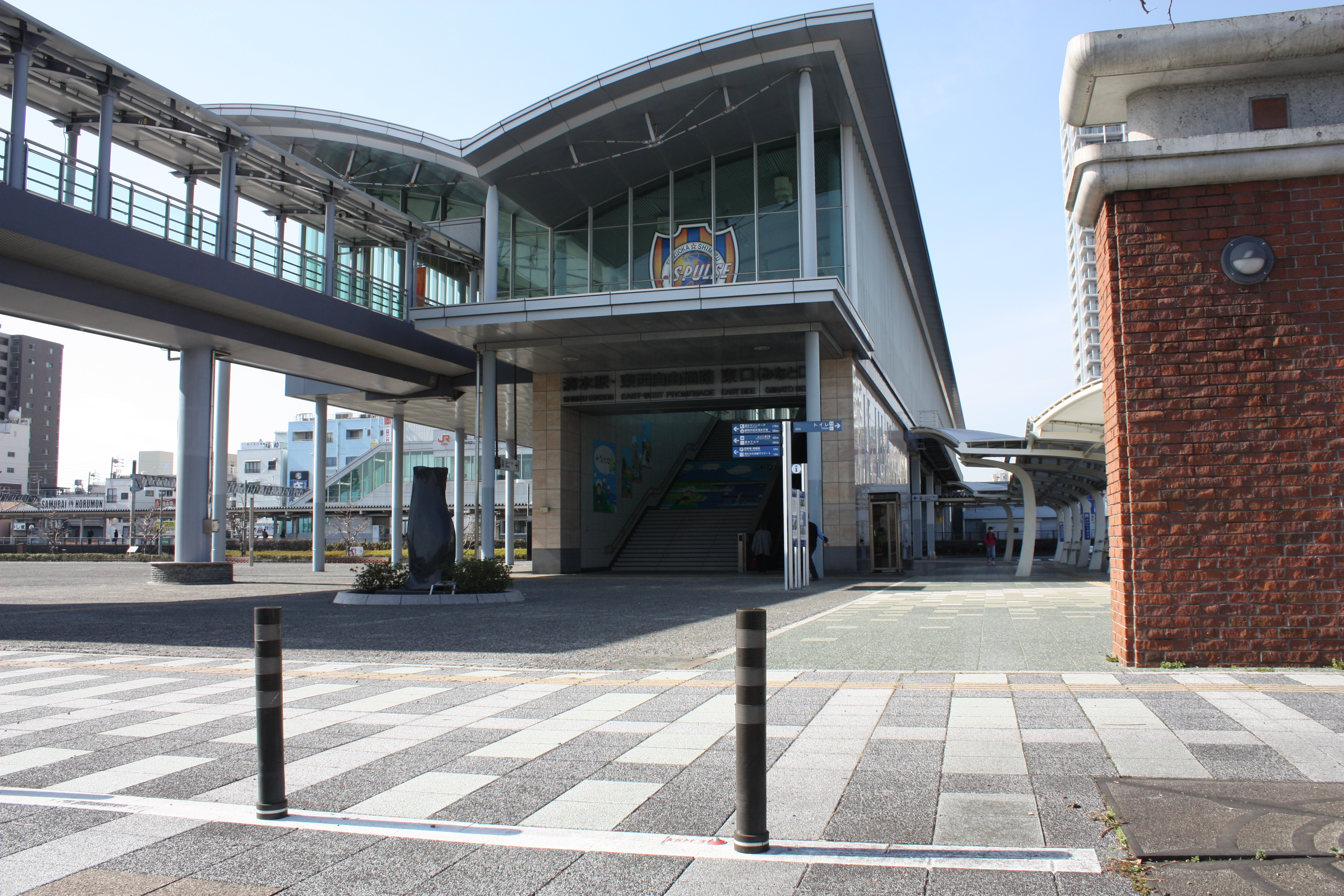
東口（みなと口）（2016年2月）

清水駅（しみずえき）は、静岡県静岡市清水区真砂町（まさごちょう）にある、東海旅客鉄道（JR東海）東海道本線の駅である。駅番号はCA14。
運行形態の詳細は「東海道線 (静岡地区)」を参照。

## 概要
旧・清水市の中心駅で、現在は清水区の中心駅となっているが、2018年度の乗降人員は草薙駅よりも少ない。事務管コードは、▲520113。
身延線経由で甲府駅方面に向かう特急「ふじかわ」が停車する。また廃止された「（ワイドビュー）東海」も停車していた。1986年までは大垣夜行（上りのみ）が深夜に停車していた。
かつては清水港線が分岐していたが、1984年に廃止された。

## 歴史
- 1889年（明治22年）2月1日：官設鉄道（現在の東海道本線）の江尻駅（えじりえき）として[2]、 国府津 - 静岡間開通時に現在の清水区島崎町に開業。一般駅[2]。
- 1895年（明治28年）4月1日：線路名称制定。東海道線（1909年に東海道本線に改称）の所属となる。
- 1916年（大正5年）7月10日：東海道本線の貨物支線（後の清水港線）が江尻 - 清水港間で開業[3]。
- 1926年（大正15年）7月14日：江尻駅が約300 m上り方向の現在地に移転。
- 1930年（昭和5年）5月29日： 昭和天皇が静岡県内を行幸。昭和天皇が乗車したお召し列車が静岡駅 - 江尻駅間で往復運転[5]。
- 1934年（昭和9年）12月1日：清水駅に改称[6]。
- 1944年（昭和19年）12月1日：東海道本線の貨物支線を清水港線として独立。旅客営業開始。
- 1969年（昭和44年）4月8日：駅舎改築[7]。
- 1984年（昭和59年）
  - 1月16日：コンテナ貨物の取扱を廃止。
  - 4月1日：清水港線が廃止。
- 1986年（昭和61年）11月1日：荷物の取扱を廃止[2]。上り「大垣夜行」の停車取り止め。
- 1987年（昭和62年）4月1日：国鉄分割民営化により東海旅客鉄道・日本貨物鉄道が継承[2]。
- 1992年（平成4年）12月19日：自動改札機を設置[8]。
- 2001年（平成13年）8月：貨物列車の発着が終了。
- 2002年（平成14年）4月1日：日本貨物鉄道の駅（貨物取扱）が廃止。
- 2003年（平成15年）6月21日：清水駅の橋上駅舎と自由通路が完成[9][10]。
- 2008年（平成20年）3月1日：TOICAのサービス開始。

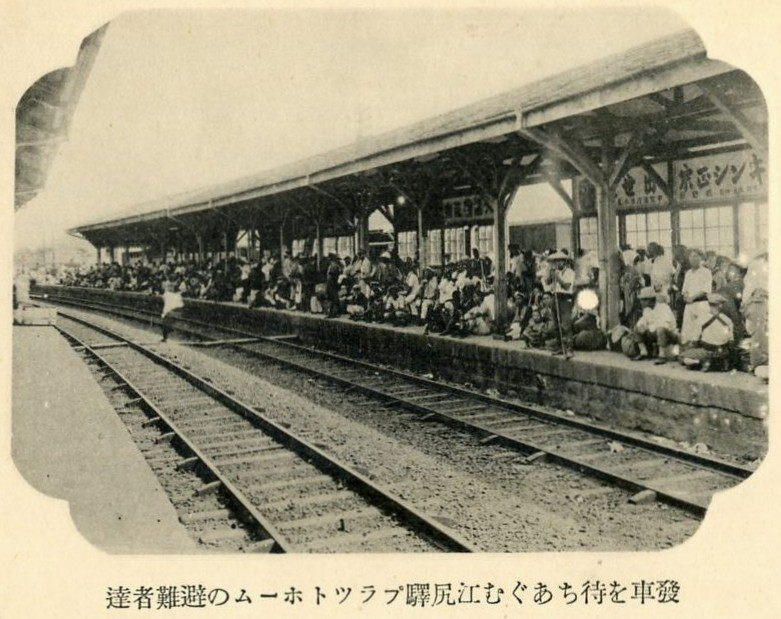
江尻駅で列車を待つ関東大震災の避難者たち（1923年）

## 駅構造
島式ホーム1面2線を持つ地上駅。ホームに接する線路が本線で、その両側にホームのない副本線（待避線）がある。上り副本線側に保線基地、下り副本線側に保線車両の車庫が設置されている。構内の東西を結ぶ自由通路に接して橋上駅舎を備える。
駅長・駅員配置駅（直営駅）である。管理駅として、興津駅・草薙駅を管理している。駅舎内にはJR全線きっぷうりばや自動改札機、自動券売機などがある。
（ワイドビュー）東海や15両以上の列車が停車した時用に、ホーム上の階段裏側に電子電鈴が設置され、車掌に対し乗降終了合図が出せるようになっていたが、現在は撤去されている。

### のりば
| 番線 | 路線          | 方向 | 行先           |
| ---- | ------------- | ---- | -------------- |
| 1    | CA 東海道本線 | 上り | 沼津・熱海方面 |
| 2    | CA 東海道本線 | 下り | 静岡・浜松方面 |

（出典：JR東海:駅構内図）

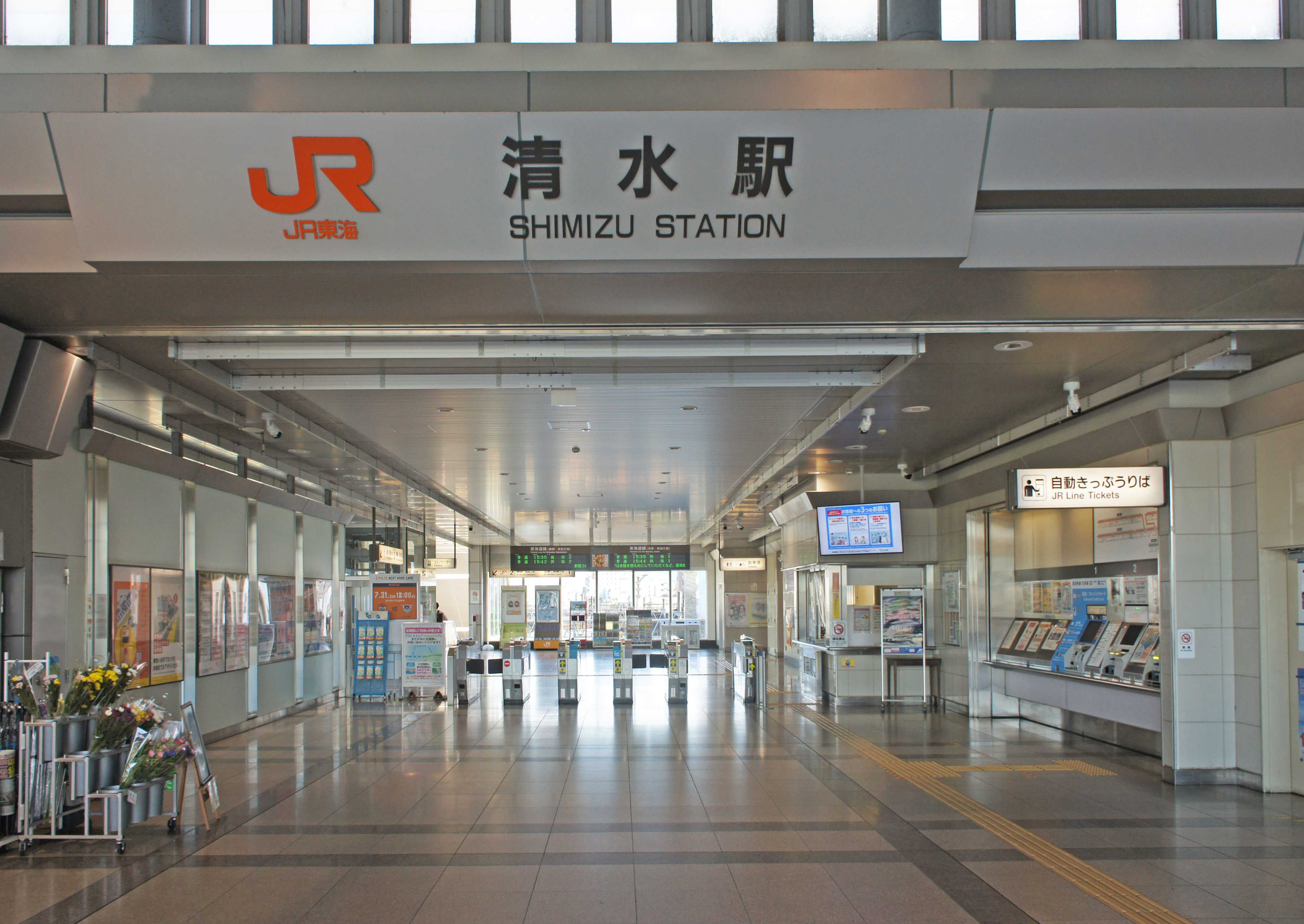
改札口（2022年7月）
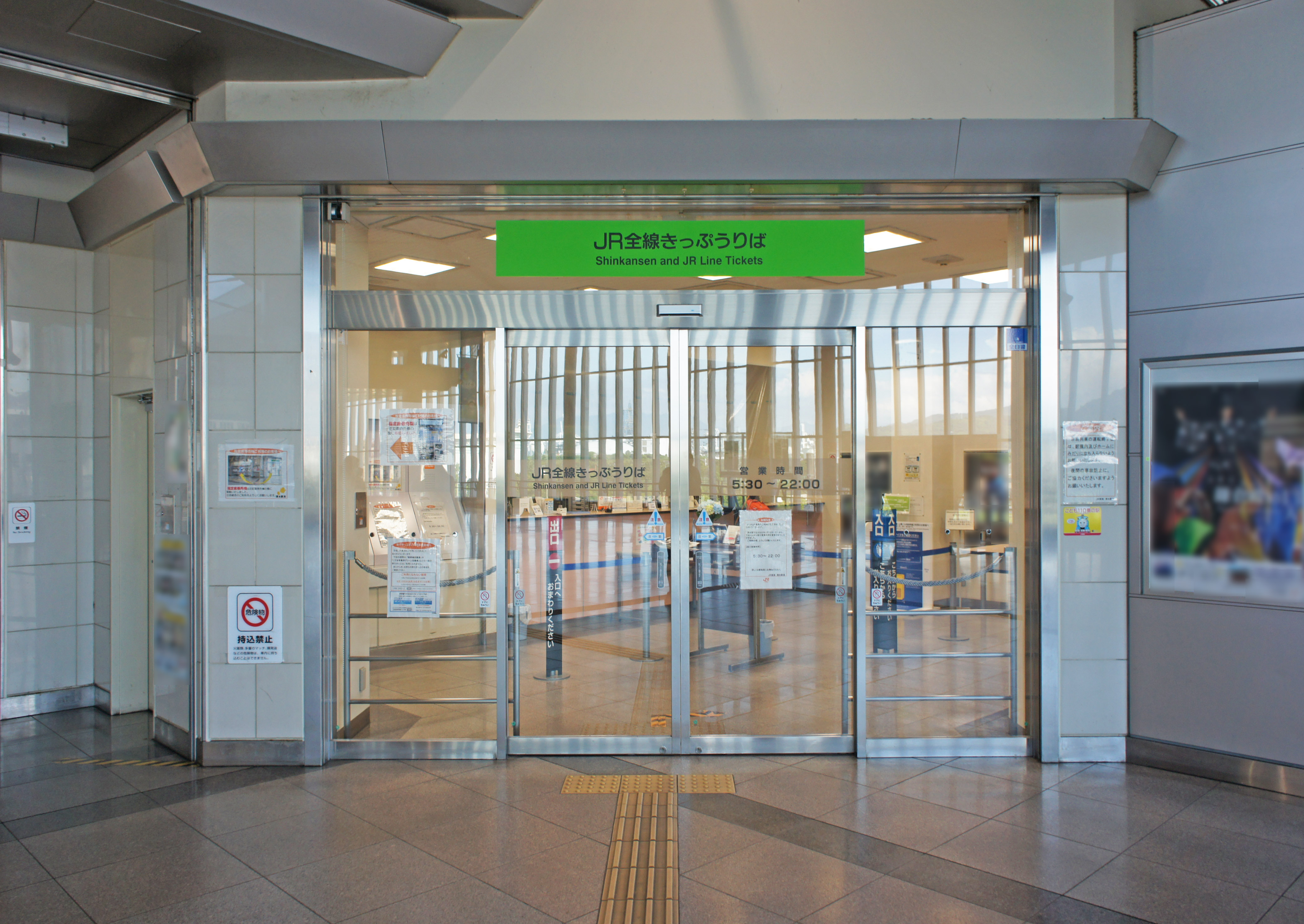
JR全線きっぷうりば（2022年7月）
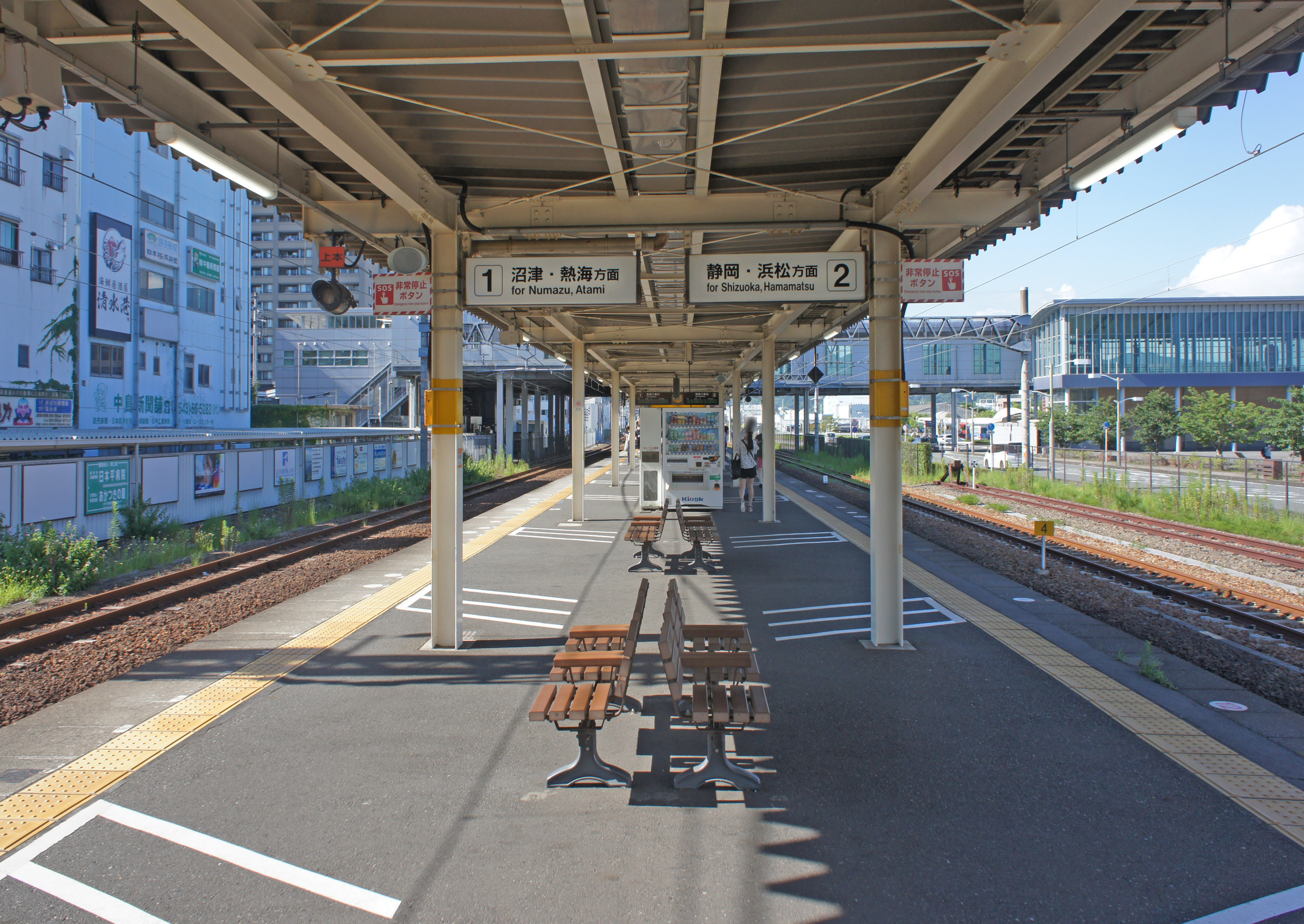
ホーム（2022年7月）

### 貨物取扱
かつて当駅では貨物の取り扱いがあり、2002年まで日本貨物鉄道（JR貨物）の駅だった。晩年は車扱貨物のみの取り扱いで、最後まで行われていたのは武田薬品工業の化学薬品の取り扱いで、新南陽駅から輸送されたポリプロピレングリコール(PPG) を当駅でタンクローリーに詰め替えていた。
2001年（平成13年）6月末まで、現在も駅北東にある東燃ゼネラル石油（現・ENEOS）清水油槽所の荷役設備へ専用線が続いており、潤滑油発送が行われていた。晩年の発送先は汐見町駅や安善駅であった。1980年代までは駅南東にある豊年製油静岡工場（現・J-オイルミルズ静岡事業所）へ続く専用線もあり、接着剤などの発送が行われていた。
国鉄分割民営化前には、駅舎北に複数の有蓋車用貨物ホームが、駅東南（現在の清水テルサ付近）に1面1線のコンテナホームがあったが、1984年（昭和59年）1月に東静岡駅に集約され、廃止された。現在コンテナホーム跡は保線車両の留置線及び資材積み込み所となっている。

## 利用状況
JR東海の移動等円滑化取組報告書によると、2023年度（令和3年度）の1日平均乗降客数は19,323人である。
1993年度（平成5年度）以降の推移は以下のとおりである。
| 乗車人員推移       | 乗車人員推移     | 乗車人員推移 |
| 年度               | 1日平均 乗車人員 | 出典         |
| ------------------ | ---------------- | ------------ |
| 1993年（平成05年） | 14,085           | [ # 2 ]      |
| 1994年（平成06年） | 13,357           | [ # 3 ]      |
| 1995年（平成07年） | 13,170           | [ # 4 ]      |
| 1996年（平成08年） | 13,078           | [ # 5 ]      |
| 1997年（平成09年） | 12,529           | [ # 6 ]      |
| 1998年（平成10年） | 12,227           | [ # 7 ]      |
| 1999年（平成11年） | 11,855           | [ # 8 ]      |
| 2000年（平成12年） | 11,699           | [ # 9 ]      |
| 2001年（平成13年） | 11,663           | [ # 10 ]     |
| 2002年（平成14年） | 11,251           | [ # 11 ]     |
| 2003年（平成15年） | 11,352           | [ # 12 ]     |
| 2004年（平成16年） | 11,271           | [ # 13 ]     |
| 2005年（平成17年） | 11,278           | [ # 14 ]     |
| 2006年（平成18年） | 11,272           | [ # 15 ]     |
| 2007年（平成19年） | 11,329           | [ # 16 ]     |
| 2008年（平成20年） | 11,374           | [ # 17 ]     |
| 2009年（平成21年） | 11,049           | [ # 18 ]     |
| 2010年（平成22年） | 11,001           | [ # 19 ]     |
| 2011年（平成23年） | 10,822           | [ # 20 ]     |
| 2012年（平成24年） | 10,984           | [ # 21 ]     |
| 2013年（平成25年） | 11,214           | [ # 22 ]     |
| 2014年（平成26年） | 10,908           | [ # 23 ]     |
| 2015年（平成27年） | 10,857           | [ # 24 ]     |
| 2016年（平成28年） | 10,705           | [ # 25 ]     |
| 2017年（平成29年） | 10,652           | [ # 26 ]     |
| 2018年（平成30年） | 10,504           | [ # 27 ]     |
| 2019年（令和元年） | 10,332           | [ # 28 ]     |
| 2020年（令和02年） | 7,695            | [ # 1 ]      |
| 2021年（令和03年） | 8,099            | [ # 1 ]      |

## 駅周辺
- 静岡市役所清水庁舎・清水区役所
- 新清水駅 - 静岡鉄道静岡清水線（バス約3分、徒歩約10分）

### 西口（江尻口）
- 駅前銀座（清水駅前商店街・駅前商店会・中央銀座商店街・清水銀座商店街）
- 清水駅前郵便局
- 静岡市こどもクリエイティブタウンま・あ・る（えじりあ）
- 国道1号
- 国道149号
- はーとぴあ清水
- ゴールドポスト - 西口前に東京オリンピックのゴールドポスト（第46号）が設置されている（ゴールドポストプロジェクト[11]）。
- 東横INN静岡清水駅前
- ホテルマイステイズ清水
- 清水シティホテル

### 東口（みなと口）
- 清水港
  - エスパルスドリームフェリー・水上バス江尻のりば
- 清水テルサ（静岡市東部勤労者福祉センター） - かつての清水港線ホームや貨物ホームがあった場所にある。
- 清水文化会館（マリナート）
- 清水魚市場 河岸の市
- 清水漁業協同組合
- ENEOS清水油槽所（清水油槽所内で遊休地となっている清水製油所跡地は、清水エスパルスの本拠地であるIAIスタジアム日本平に代わる新サッカースタジアム構想の候補地になっており、2025年8月15日、静岡市とENEOSの間で跡地の活用に関する合意書を締結された[12]。）
- はごろもフーズ本店・はごろもイノベーションセンター
- エスパルスドリームプラザ
  - ちびまる子ちゃんランド
- JCHO清水さくら病院

## バス路線
区内のバス交通はしずてつジャストラインが運行している。路線名の前の数字は幕番号（行先番号）である。
| のりば   | 運行事業者                                                              | 路線                              | 系統・行先                                                                                   | 備考                                                                 |
| 西口     | 西口                                                                    | 西口                              | 西口                                                                                         | 西口                                                                 |
| -------- | ----------------------------------------------------------------------- | --------------------------------- | -------------------------------------------------------------------------------------------- | -------------------------------------------------------------------- |
| 1        | しずてつジャストライン                                                  | 国道東静岡清水線                  | 209：吉川・東静岡駅北口方面                                                                  | 平日のみ運行 廃線                                                    |
| 1        | しずてつジャストライン                                                  | 清水厚生病院線                    | 240：静鉄車庫・沖電気方面                                                                    |                                                                      |
| 1        | しずてつジャストライン                                                  | 庵原線                            | 241・242・243・244：ナショナルトレーニングセンター・上伊佐布・吉原・茂畑方面                 |                                                                      |
| 1        | しずてつジャストライン                                                  | 三保山の手線                      | 250：横砂南町・但沼車庫方面                                                                  |                                                                      |
| 2        | しずてつジャストライン                                                  | 港南線                            | 224：忠霊塔前方面                                                                            |                                                                      |
| 2        | しずてつジャストライン                                                  | 山原梅蔭寺線                      | 226・232：忠霊塔前・久能山下方面                                                             |                                                                      |
| 2        | しずてつジャストライン                                                  | 市立病院線                        | 236：静岡市立清水病院方面                                                                    |                                                                      |
| 2        | しずてつジャストライン                                                  | 清水日本平線                      | NS：日の出埠頭マリンターミナル・日本平ロープウェイ方面                                       | 運休中                                                               |
| 3        | しずてつジャストライン                                                  | 三保山の手線                      | 257：折戸車庫・世界遺産三保松原神の道入口・三保車庫前・東海大学三保水族館方面                | 三保松原神の道入口方面は土休日のみ運行                               |
| 3        | しずてつジャストライン                                                  | 山原梅蔭寺線                      | 日の出センター方面                                                                           | 平日朝のみ運行 日の出センター始発便は、無し                          |
| 4        | しずてつジャストライン                                                  | 北街道線                          | 65：静岡駅方面                                                                               |                                                                      |
| 4        | しずてつジャストライン                                                  | 山原梅蔭寺線                      | 212：山原・静鉄車庫方面                                                                      |                                                                      |
| 4        | しずてつジャストライン                                                  | 梅ヶ谷蜂ヶ谷線                    | 213・214：梅ヶ谷まわり・はちがやまわり                                                       |                                                                      |
| 5        | - しずてつジャストライン - JRバス関東                                   | 東京清水線                        | しみずライナー：東名江田・霞が関・東京駅方面                                                 |                                                                      |
| 5        | しずてつジャストライン                                                  | 静岡大阪線                        | 京都大阪ライナー：京都駅・新大阪・大阪（阪急梅田）・USJ・万博開場(夢洲第1交通ターミナル)方面 |                                                                      |
| 5        | - JR東海バス - 京王バス - ジェイアールバス関東 - しずてつジャストライン | 静岡新宿線                        | 東名江田・渋谷駅（マークシティ）・バスタ新宿（新宿駅南口）方面                               |                                                                      |
| 旧西友前 | 富士急静岡バス                                                          |                                   | 静岡・富士五湖号：富士急ハイランド・河口湖駅方面                                             | 特定日のみ運行                                                       |
| 東口     |                                                                         |                                   |                                                                                              |                                                                      |
| －       | 日本平スタジアムシャトルバス                                            | 日本平スタジアムシャトルバス      | 日本平スタジアムシャトルバス                                                                 | 清水エスパルス試合開催時に運行                                       |
| －       | 駿河湾フェリー乗り場 無料送迎バス                                       | 駿河湾フェリー乗り場 無料送迎バス | 駿河湾フェリー乗り場 無料送迎バス                                                            | 駿河湾フェリーは、しばらく(4月17日迄)運休中 駿河湾フェリーのりば移転 |
| －       | エスパルスドリームプラザ送迎用無料シャトルバス                          |                                   |                                                                                              |                                                                      |
| －       | 駿河健康ランド無料送迎バス                                              |                                   |                                                                                              |                                                                      |

## その他

江尻口前にあるさくらももこデザインのマンホール蓋

- 開業時の｢江尻駅｣は、現在の駅よりも若干静岡寄りに位置していたが、後に移転する。現在の位置は二代目となる。（かつて江尻駅の存在した地点には現在『波止場踏切』が存在する。）
- 西口側の国道1号上には、1975年3月まで静岡鉄道清水市内線の停留所があった（厳密には前年7月の七夕豪雨以後は路線自体が休止している）。
- かつては、清水港線廃止と引き替えに新設された南口改札口があった。朝夕のラッシュ時に使用され、清水港線廃止代替バスの乗換え口ともなっていたが、橋上駅舎の落成に伴い廃止され、跡地も区画整理によって消滅し現存しない。
- 清水港線ホームは東海道本線のホームより南側に大きく離れた場所に立地していた。ホームは対向式一面一線で、清水港線を利用するためには東海道本線のホームを通って、長い通路を渡って清水港線ホームに行く必要があった。清水港線の廃止後、ホーム跡は貨物ヤード共々区画整理され、住宅地となっている。
- エスパルスドリームプラザのシャトルバス乗り場がルート変更によって西口から東口に改められている。以前は駅西口のロータリーの一角、清水駅前銀座商店街のアーケードの入口近くに乗り場があった。

## 隣の駅
※特急「ふじかわ」の隣の停車駅はふじかわ (列車)を、「ホームライナー沼津」「ホームライナー静岡」「ホームライナー浜松」の隣の停車駅は東海道線 (静岡地区)を、それぞれ参照のこと。
東海旅客鉄道（JR東海）
CA 東海道本線
興津駅 (CA13) - 清水駅 (CA14) - 草薙駅 (CA15)
- 清水駅から2.3 km興津寄りには、1926年 - 1964年の間に海水浴シーズンの臨時駅として、袖師駅が設けられていた。

### かつて存在した路線
日本国有鉄道
清水港線
清水駅 - （貨）清水港駅 - 清水埠頭駅
静岡鉄道
清水市内線
仲浜町駅 - 清水駅前駅 - 辻町駅

### 記事本文